# Rubroboletus pulcherrimus
A Rubroboletus pulcherrimus, conhecida até 2015 como Boletus pulcherrimus, e comumente conhecida na língua inglesa como boleto de poros vermelhos, é uma espécie de cogumelo da família Boletaceae. É um boleto grande do oeste da América do Norte que possui características peculiares que incluem uma superfície em forma de rede no estipe, píleo e estipe de cor vermelha a marrom e poros vermelhos que ficam azuis quando feridos. Até 2005, esse era o único boleto que estava relacionado à morte de alguém que o consumiu; duas pessoas desenvolveram sintomas gastrointestinais em 1994 depois de comerem esse fungo e uma delas sucumbiu. A autópsia revelou infarto do intestino médio.

## Taxonomia
Os micologistas americanos Harry D. Thiers e Roy E. Halling estavam cientes da confusão existente na costa oeste da América do Norte com relação aos boletos de poros vermelhos; duas espécies eram tradicionalmente reconhecidas -  Boletus satanas e Boletus eastwoodiae. No entanto, eles suspeitavam fortemente que o holótipo da última espécie era, na verdade, a primeira. Ao revisar o material, eles publicaram um novo nome para o táxon, sobre o qual Thiers havia escrito anteriormente em guias locais como B. eastwoodiae, após perceberem que esse nome era inválido. Assim, em 1976, eles descreveram formalmente Boletus pulcherrimus, do latim pulcherrimus, que significa "muito bonito". A espécie foi transferida para o gênero Rubroboletus [en] em 2015, juntamente com várias outras espécies relacionadas de boletos de coloração avermelhada e que mancham-se de azul, como a Rubroboletus eastwoodiae e Rubroboletus satanas [en].

## Descrição

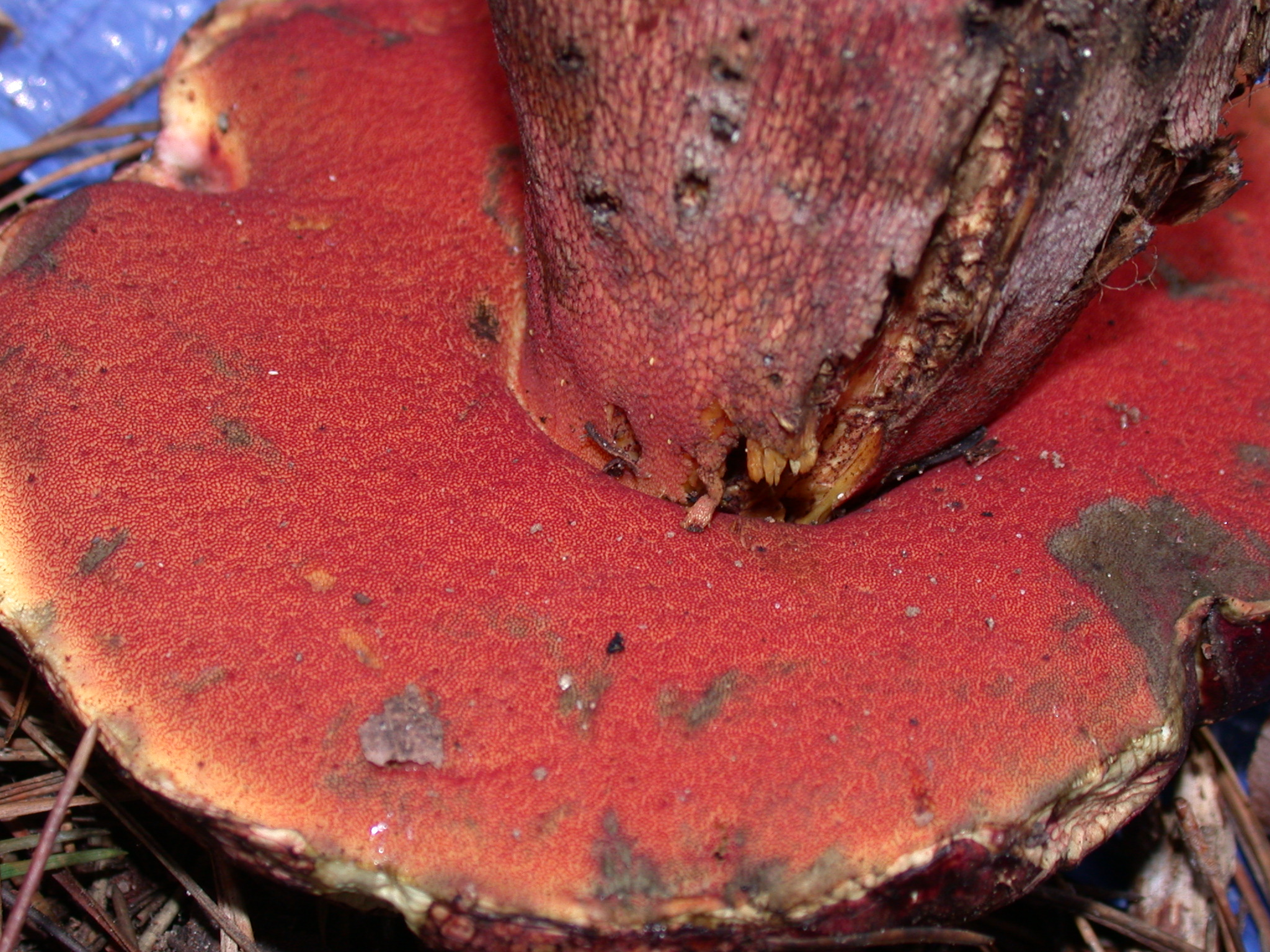
Vista aproximada da superfície porosa

Com várias tonalidades de marrom-oliva a marrom-avermelhado, o píleo as vezes pode atingir 25 cm de diâmetro e tem formato convexo antes de se achatar na maturidade. A superfície do píleo pode ser lisa ou aveludada quando novo, mas pode ser escamado em espécimes mais velhos; a margem do píleo é curvada para dentro em espécimes novas, mas se gira para fora e se achata à medida que amadurece.
O píleo pode atingir uma espessura de 3 a 4 cm quando maduro. A superfície porosa adnata (presa diretamente ao estipe) é vermelho vivo a vermelho escuro ou marrom-avermelhado e quando ferida apresenta hematomas azuis escuros ou pretos; há de 2 a 3 poros por mm em espécimes novas e, na maturidade, eles se expandem para cerca de 1 ou 2 por mm. Na seção transversal, os tubos e a carne são amarelos. Os tubos têm entre 0,5 e 1,5 cm de comprimento, enquanto os poros angulares têm até 1 mm de diâmetro; a cor dos poros pode variar de vermelho-escuro em espécimes novas a marrom-avermelhado com o amadurecimento. Os poros apresentam uma coloração azulada quando cortados ou feridos. O estipe sólido e firme tem de 7 a 20 cm de comprimento e espessura de até 10 cm de diâmetro na base, antes de afinar para 2 a 5 cm no topo. Sua cor é amarela ou marrom-amarelada e apresenta uma rede de reticulações vermelhas nos dois terços superiores de seu comprimento. A esporada é marrom-oliva. O sabor da carne é reportado como suave, e o odor indistinto ou "levemente perfumado".

### Características microscópicas
Os esporos são fusiformes ou elípticos, de paredes espessas, lisos e têm dimensões de 13-16 por 5,5-6,5 μm. Os basídios, as células portadoras de esporos, têm formato de taco (clavado), conectados a 1 a 4 esporos e têm dimensões de 35-90 por 9-12 μm. Os cistídios (células estéreis, não portadoras de esporos, encontradas intercaladas entre os basídios) no himênio têm dimensões de 33-60 por 8-12 μm. As fíbulas estão ausentes nas hifas.

### Espécies semelhantes
Embora os basidiomas relativamente grandes da R. pulcherrimus sejam característicos, eles podem ser confundidos com espécies superficialmente semelhantes, como a Rubroboletus eastwoodiae; mas esta última espécie tem um estipe muito mais espesso. Outra espécie semelhante é a Rubroboletus haematinus, que pode ser distinguida por seu estipe mais amarelado e pelas cores do píleo que são vários tons de marrom. Seu píleo mais escuro e a falta de reticulação no estipe a diferenciam da R. satanas. A Neoboletus luridiformis [en] cresce em carvalhos, é menor e tem estipe não reticulado.

## Distribuição e habitat

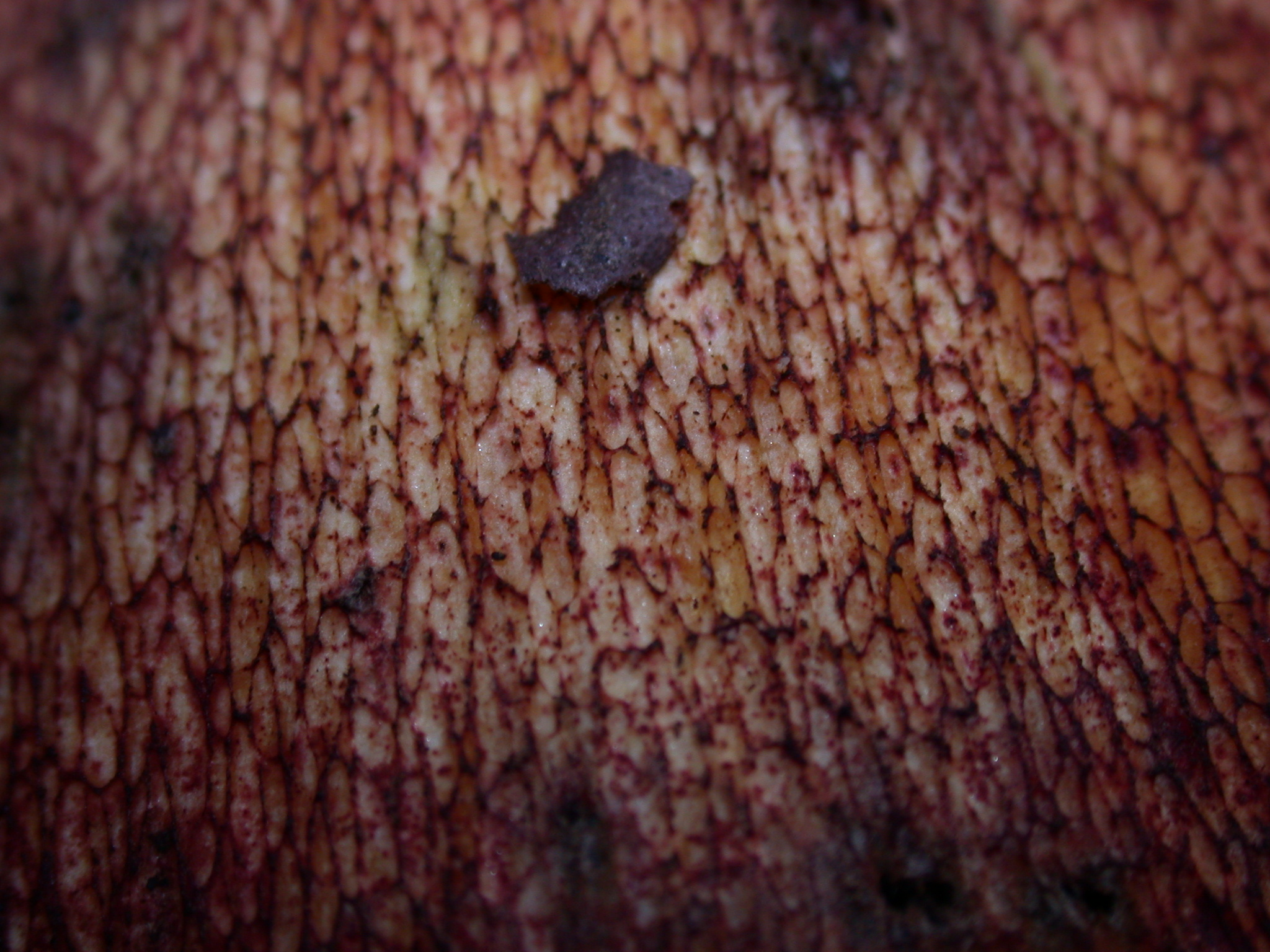
R. pulcherrimus tem um estipe que é finamente reticulado.

A Rubroboletus pulcherrimus é encontrada no oeste da América do Norte, desde o Novo México e Califórnia até Washington, e é possível que ocorra na Colúmbia Britânica, no Canadá. Uma fonte nota que a espécie cresce em baixas altitudes na Cordilheira das Cascatas e nas Montanhas Olímpicas; enquanto outra alega que ela cresce em altas altitudes, acima de 1.500 m. O cogumelo frutifica no outono e, embora uma fonte afirme que "nunca cresça em grupos", outra fonte descreve que ele pode crescer isoladamente ou em grupos em húmus em florestas mistas. Na publicação original que descreve a espécie, Thiers e Halling observam que ela está associada a florestas mistas que contêm Notholithocarpus densiflorus, abeto-de-douglas (Pseudotsuga menziesii) e Abies grandis [en]. Smith e Weber mencionam o aumento da frutificação após chuvas quentes e pesadas no outono após um verão úmido.

## Toxicidade
Em geral, os boletos de poros vermelhos que ficam azul quando feridos devem ser evitados para consumo. Thiers alertou que a espécie Rubroboletus pulcherrimus pode ser tóxica depois de ser alertado sobre sintomas gastrointestinais graves em uma pessoa que apenas o havia provado. Anos mais tarde, em 1994, um casal desenvolveu sintomas gastrointestinais depois de comer esse cogumelo e o homem morreu em consequência disso. Uma autópsia posterior revelou que ele havia sofrido um infarto do intestino médio. O Rubroboletus pulcherrimus foi o único boleto implicado na morte de alguém que o consumiu. Sabe-se que ele contém baixos níveis de muscarina, uma toxina do sistema nervoso periférico. Um relatório de 2005 da Austrália registrou uma fatalidade por síndrome muscarínica após o consumo de um cogumelo do gênero Rubinoboletus (mas possivelmente uma espécie de Chalciporus).